# Верхня Чулимка
Верхня Чулимка (рос. Верхняя Чулымка) — село в Назаровському районі Красноярського краю Росії. Входить до складу Дороховської сільради.

## Географія
Село розташована в 20 км на захід від райцентру Назарово.

## Населення
За даними перепису 2010 року, в селі проживало 71 особа (39 чоловіків і 32 жінки).